# 盜墓迷城2
於2001年5月4日首映，由环球影业公司出品，布蘭登·費雪、瑞秋·懷茲、约翰·汉纳和歐迪·費爾繼續擔當主角。承接首部電影的劇情，本片也對前作有不少內容的補充。故事講述探險家瑞克·歐康納和戀人伊芙琳在前作的七年後，結婚育有兒子艾力克斯，但因為偶然獲得的古代黃金手環，被迫再次踏上冒險旅程。
《盜墓迷城2》以9800萬美元的預算獲得4.33億美元的票房成績，但是媒體與影評界給予本片的評價兩極，電腦特效、動作場面、布蘭登·費雪的演出獲得認可，與前作相同的劇情套路和欠缺角色深度刻畫則受到詬病。本片啟發了2002年的前傳兼外傳《盜墓迷城外傳：蠍子王傳奇》，故事設定於5000年前，引入由巨石強森飾演的同名角色。本片的續集是2008年的《盜墓迷城3》，但与前两集無太大关系。

## 劇情簡介
劇情設定在第一集的七年後（西元1933年），探險家瑞克·歐康納和愛人伊芙琳結婚了，兩人幸福的定居在倫敦，還有個兒子艾力克斯。就在歐康納一家到埃及度假時，偶然地在一處神廟遺跡內發現一條古代的黃金手環（但實際上是「死神之環」，The Bracelet of Anubis）。但他們很快就被一群神秘人給盯上，目的則是為了那條金手環。在一陣混亂的情況下，遺跡坍塌了，歐康納一家倉皇回到倫敦住處（手環也跟著帶了回來），而頑皮的小艾力克斯在把玩手環的時候不慎戴了上去，接著看到了手環投射出的影像後驚訝不已，但回過神時才發現手環已經拿不下來。
欲搶奪死神之環的神秘人是替某組織工作，而幕後主使者是一位蜜拉小姐和埃及人拉克納。他們得知消息後帶著一票人馬追到倫敦準備奪回死神之環，因為這是喚醒魔蠍大帝和沉睡的阿努比斯軍隊的「鑰匙」。此組織他們日以繼夜的開鑿亡靈之城——哈姆拉塔，準備用亡靈黑經再次復活古代祭司印何闐和其愛人安蘇娜姆的靈魂。為了達成最後的目的，還需要找到一處傳說中失落的綠洲「阿姆榭」（Ahm Shere），而那正是魔蠍大帝的安息之地。
數千年前魔蠍大帝是名驍勇善戰的蠻族戰士，在進攻底比斯城時不幸戰敗，在他瀕臨死亡之際和死神阿努比斯立下了契約－只要饒他一命，助他攻下底比斯城，願將靈魂奉獻給死神，並且變成半人半蠍的怪物。在這之後，魔蠍大帝成功攻下了底比斯城，也從此變成了怪物。想要找到傳說中的綠洲阿姆榭，唯有靠著死神之環的幫助，一旦戴上了它的人，就會看到有關綠洲路徑的影像，所以神秘組織才會遠從埃及追到倫敦來，而正好手環在艾力克斯手上，最後只好把艾力克斯綁架回埃及問出綠洲的下落。死神之環戴上後，七天後太陽升起之時，若是沒到達阿姆榭深處的金字塔，戴上死神之環的人就會死亡。
伊芙琳在前往營救艾力克斯的路上，受到神廟裡印何闐正在為蜜拉取回轉世前屬於安蘇娜姆的記憶而唸的咒語的影響，看到了有關一位公主親眼目睹自己父王被刺殺的記憶，差點掉下飛船，及時被歐康納拉起才沒有從高處墜落。在前往位在阿姆榭深處的金字塔的途中，印何闐一行人與伊芙琳他們遭到了隱藏在林中的侏儒木乃伊的攻擊，組織死傷慘重只剩下館長巴特·哈夫茲、印何闐與安蘇娜姆，而伊芙琳則救回艾力克斯。
當得知在天亮之前艾力克斯沒到達金字塔就會死的事後，歐康納抱起艾力克斯眾人連忙趕路，終於在天亮之前抵達金字塔。但是安蘇娜姆與印何闐緊跟在後，安蘇娜姆還在父子倆面前殺了伊芙琳，跟著印何闐進了金字塔內部。歐康納追了上去，要阻止印何闐成功殺掉魔蠍大帝獲得阿努比斯大軍，艾力克斯跟強納森則保護著伊芙琳的屍體，聰明的艾力克斯看到放在一旁的亡靈黑經時想到伊芙琳教過他古埃及語，他讓強納森幫他拖延時間擋住安蘇娜姆，自己念起了復活咒語，復活了伊芙琳。死而復生的伊芙琳得到了屬於前世公主的記憶，跟安蘇娜姆戰鬥。巴特·哈夫茲犧牲手臂喚醒了魔蠍大帝，然而卻死在剛甦醒的魔蠍大帝手中，印何闐、歐康納與魔蠍大帝開始了危險的戰鬥，而意外的是，之前強納森持有的棍子居然是能殺掉魔蠍大帝的審判之矛，最後歐康納使用審判之矛成功殺掉魔蠍大帝，於此同時，阿戴斯·貝和他的夥伴們在沙漠中與阿努比斯大軍展開戰鬥，雖然成功解決了一波，但新的一波浩大的阿努比斯大軍出現了，他們站在一起，決定要徹底戰到底，由於魔蠍大帝的死亡，連同從冥界呼喚的阿努比斯大軍也即將碰到前灰飛煙滅，阿戴斯·貝他們歡呼，但他們往金字塔的方向看去，看到了魔蠍大帝的殘魂痛苦的哀號後吸入金字塔內，金字塔開始崩塌，歐康納和印何闐被金字塔地下裂縫中的亡靈拉著，伊芙琳不顧危險把歐康納拉起來，成功拯救歐康納，安蘇娜姆卻因恐懼死亡不顧印何闐逃跑，最後印何闐絕望地鬆開苦苦撐著的雙手，被冥界的亡靈啃食，接著安蘇娜姆也因無法及時逃走而一個不小心跌倒，被一大群聖甲蟲啃食了。
「阿姆榭」隨著金字塔的崩塌隨之消逝，成功逃出生天的歐康納、伊芙琳、艾力克斯、喬納森爬上了金字塔上，但被困住了，還好飛船及時出現讓他們趕緊離開，但喬納森發現了金字塔最頂端的巨大鑽石，並不顧歐康納的警告以及自己倒掛並有隨時掉下的危險，趕在金字塔徹底崩塌前的最後一刻取得了鑽石，由歐康納等人幫助拉回飛船上。故事最後，一行人逃出生天，向協助他們的阿戴斯·貝道別。

## 登場人物
| 演員                       | 角色                                                              | 備註                            | 粵語配音 明珠台 (2004年5月2日) |
| 布蘭登·費雪 Brendan Fraser | 理查·瑞克·歐康諾 Richard "Rick" O'Connell                         | 伊芙琳的丈夫                    | 招世亮                         |
| 瑞秋·懷茲 Rachel Weisz     | 伊芙琳·卡納漢 / 妮芙蒂芮公主 Evelyn Carnahan / Princess Nefertiri | 歐康諾的妻子                    | 陳凱婷                         |
| 約翰·漢納                  | 強納森·卡納漢 Jonathan Carnahan                                   | 伊芙琳的哥哥                    | 潘文柏                         |
| 佛瑞迪·鮑斯                | 艾力克斯·歐康諾 Alex O'Connell                                    | 歐康諾、伊芙琳的兒子            | 蔡惠萍                         |
| 阿諾·范斯洛                | 大祭司印何闐 High Priest Imhotep                                  | 安卡·蘇·娜穆的情人              | 陳欣                           |
| 派翠西亞·維拉斯奎茲        | 蜜拉·娜依思 / 安卡·蘇·娜穆 Meela Nais / Anck Su Namun             | 安卡·蘇·娜穆的轉世 印何闐的情人 | 黃麗芳                         |
| 艾德瓦利·亞肯努耶-阿嘉巴傑 | 拉克訥 Lock-Nah                                                   |                                 | 李錦綸                         |
| 巨石強森 Dwayne Johnson    | Mathayus,The Scorpion King                                        |                                 | 原始的声音                     |
| 尚恩·帕克斯                | 伊吉·巴頓斯 Izzy Buttons                                          |                                 | 梁志達                         |
| 歐迪·費爾                  | 阿戴斯·貝 Ardeth Bay                                              |                                 | 張炳強                         |
| 艾倫·阿姆斯壯              | 巴特·哈夫茲館長 Baltus Hafez                                      |                                 | 譚炳文                         |

## 製作
主體拍攝於2000年5月1日開始，於伦敦進行製作。